# Ассоциация рабочих Лихтенштейна
Ассоциация рабочих Лихтенштейна (нем. Liechtensteiner Arbeitnehmerverband — LANV) — единственный профсоюз в Лихтенштейне. Основан в 1920 году и входит в состав Международной конфедерации профсоюзов. Насчитывает около 1300 членов. Базируется в Тризене.
Председателем является Зиги Лангенбан.
Членами профсоюза могут стать граждане Лихтенштейна, работающие в Лихтенштейне или за границей, а также иностранцы, работающие в Лихтенштейне. В июле 1997 года была основана «Женская секция», занимающаяся вопросами улучшения условий труда женщин.

## История
Профсоюз основан в 1920 году под названием «Arbeiterverband». В 1931 году произошёл его раскол на тризенскую и шанскую ассоциации, однако в 1935 году обе части вновь соединились. В 1970 году профсоюз был переименован в «Liechtensteinischer Arbeitnehmerverband». Сегодняшнее название организация получила в 2002 году. С 2008 года Ассоциация рабочих Лихтенштейна является членом Международной конфедерации профсоюзов.